# Cyfry
Cyfry - est un album studio du journaliste, écrivain, compositeur polonais Wojciech Płocharski, enregistré en 1993 en duo Przyjaciele (avec Janusz Grudziński), sorti en 1994, réédite 2007, dans le commerce en ligne international - 2012. 
L'album contient, entre autres, les interprétations de la poésie de Ch. Baudelaire (Parfum exotique, L'Invitation au voyage).
Le projet est également apparu dans la version TV (Telewizja Polska, 1994).

## Liste des titres
1. Na podeście na estradzie – 3:02
2. Stacja – 2:50
3. Wieczorem – 3:18
4. Zapach egzotyczny – 3:16
5. Orka – 3:28
6. Fotografie – 4:37
7. Myszołów – 5:28
8. Zaproszenie do podróży – 4:20
9. Larry – 3:40
10. Okna na podwórze – 3:07
11. Sowizdrzał – 2:35

## Musiciens
- Wojciech Płocharski –  claviers, chant
- Janusz Grudziński – claviers